# Giovanni Antonio Orsini del Balzo

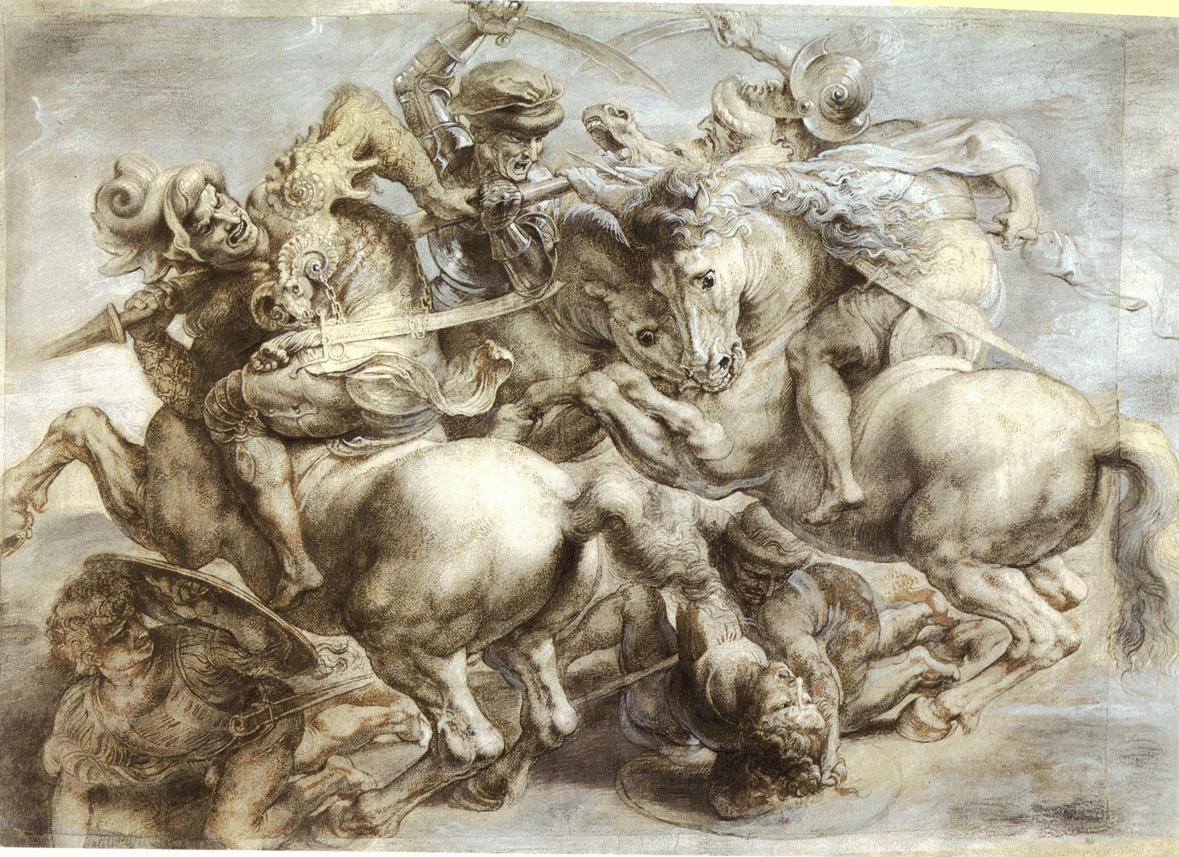
Kopie obrazu Bitva u Anghiari od Leonarda da Vinciho vytvořenáPeterem Paulem Rubensem. Dva rytíři vpravo jsou údajně Ludovico Trevisan a Giovanni Orsini.

Erb rodu Orsini del Balzo

Giovanni Antonio (Giannantonio) Orsini del Balzo (9. září 1401, Lecce – 15. listopadu 1463, Altamura) byl jihoitalský šlechtic a vojevůdce. Byl knížetem z Taranta, vévodou z Bari, hrabětem z Lecce, Acerry, Soleta a Conversana, jakož i hrabětem z Matery (1433–1463) a z Ugenta (1453–1463).

## Život
Narodil se v Lecce jako syn Raimonda Orsini del Balzo, knížete z Taranta, a Marie Enghienské. Když jeho otec zemřel, byly mu čtyři roky. Jeho matka se následně provdala za krále Ladislava Neapolského, který tak získal veškerý rodový majetek (1407).
V roce 1417 se Giannantonio oženil s neteří papeže Martina V. Annou Colonnou, dcerou knížete z Amalfi. Poté, co se Jakub II. zřekl svých práv, získal 4. května 1421 od královny Johany II. Neapolské Tarantské knížectví. To z něj udělalo nejmocnějšího barona Neapolského království. Jeho území zahrnovalo 7 arcibiskupství, 30 biskupství, 300 hradů a sahalo od Salerna po Taranto.
Giannantonio byl vlivným členem neapolského dvora. Zapojil se do rozepře mezi Johanou a Alfonsem V. Aragonským, kterého podporoval v občanské válce proti Janovi II. z Anjou. Poté co se Alfons stal neapolským králem, získal Giannantonio tituly velkokonstábla a vévody z Bari a rozšířil tak svou moc.
Zemřel na hradě Altamura v roce 1463. Byl uškrcen jistým Paolem Tricaricem, snad královským vrahem. Král Ferdinand zkonfiskoval většinu jeho pozemků. Giannantoniova neteř Isabella, legitimní dědička jeho území, zemřela brzy poté v roce 1465. Jejím dědicem byl její nejstarší syn, budoucí Alfons II. Neapolský.

## Nemanželské děti
- Caterina, hraběnka z Conversana, signora di Casamassima e Turi. V roce 1456 se provdala za Giuliantonia Acquaviva d’Aragon, 7. vévodu z Atri.
- Maria Conquesta († po roce 1487), hraběnka z Ugenta, od roku 1463 signora di Nardò e Castro. Kolem roku 1463 se provdala za Angilberta del Balzo, hraběte z Tricase a 1. vévodu z Narda.
- Margherita se provdala za Antonia Centellese, hraběte z Catanzara a justiciara z Kalábrie.
- Francesca se provdala za Jacopa Sanseverina, hraběte ze Saponary.
- Bertoldo († po roce 1488), baron ze Salice a hrabě z Lecce (1463–1464). Měl potomky.
- Další nemanželská dcera (jméno neznámé) se provdala za Giacoma di Sanseverino, hraběte z Mileta. Zdá se, že z tohoto manželství nevzešly žádné přeživší děti.